# 凡妮·卡浦爾
凡妮·卡浦爾（1988年8月23日—）是印度寶萊塢女演員。父母均是商人。
她在2013年和帕麗萊蒂·曹帕拉、苏萨·辛格·拉其普特等人合作演出了她首套電影《Shuddh Desi Romance》，获得好评。卡浦爾的演出使她獲得了2014年印度電影觀眾獎的最佳女新人。

## 外部連結
- 凡妮·卡浦爾在互联网电影资料库（IMDb）上的資料（英文）